# Wainwright (Oklahoma)
Wainwright és un poble dels Estats Units a l'estat d'Oklahoma. Segons el cens del 2000 tenia 197 habitants.

## Demografia
Segons el cens del 2000, Wainwright tenia 197 habitants, 64 habitatges, i 48 famílies. La densitat de població era de 262,3 habitants per km².
Dels 64 habitatges en un 35,9% hi vivien nens de menys de 18 anys, en un 62,5% hi vivien parelles casades, en un 6,3% dones solteres, i en un 25% no eren unitats familiars. En el 20,3% dels habitatges hi vivien persones soles el 4,7% de les quals corresponia a persones de 65 anys o més que vivien soles. El nombre mitjà de persones vivint en cada habitatge era de 3,08 i el nombre mitjà de persones que vivien en cada família era de 3,54.
Per edats la població es repartia de la següent manera: un 36% tenia menys de 18 anys, un 6,6% entre 18 i 24, un 31% entre 25 i 44, un 18,3% de 45 a 60 i un 8,1% 65 anys o més.
L'edat mediana era de 32 anys. Per cada 100 dones de 18 o més anys hi havia 93,8 homes.
La renda mediana per habitatge era de 20.833 $ i la renda mediana per família de 14.861 $. Els homes tenien una renda mediana de 21.250 $ mentre que les dones 17.292 $. La renda per capita de la població era de 7.639 $. Entorn del 27,5% de les famílies i el 31,4% de la població estaven per davall del llindar de pobresa.

## Poblacions més properes
El següent diagrama mostra les poblacions més properes.